# 여판사
여판사(A Woman Judge)는 한국에서 제작된 홍은원 감독의 1962년 영화이다. 문정숙 등이 주연으로 출연하였고 차태진 등이 제작에 참여하였다.

## 출연

### 주연
- 문정숙
- 김승호
- 유계선

### 조연
- 장춘언

## 제작진
- 조명: 강용신
- 미술: 박석인